# Coleophora argenteonivea
Coleophora argenteonivea é uma espécie de mariposa do gênero Coleophora pertencente à família Coleophoridae.